# Stradomia Wierzchnia
Stradomia Wierzchnia (deutsch Ober Stradam) ist ein Ort in der Stadt- und Landgemeinde Syców im Powiat Oleśnicki  der Woiwodschaft Niederschlesien in Polen.

## Geographie
Stradomia Wierzchnia (Oberstradam) liegt an der Weide,  etwa acht Kilometer südwestlich von Syców (Groß Wartenberg) an der Straße nach Breslau.

## Geschichte
|  |

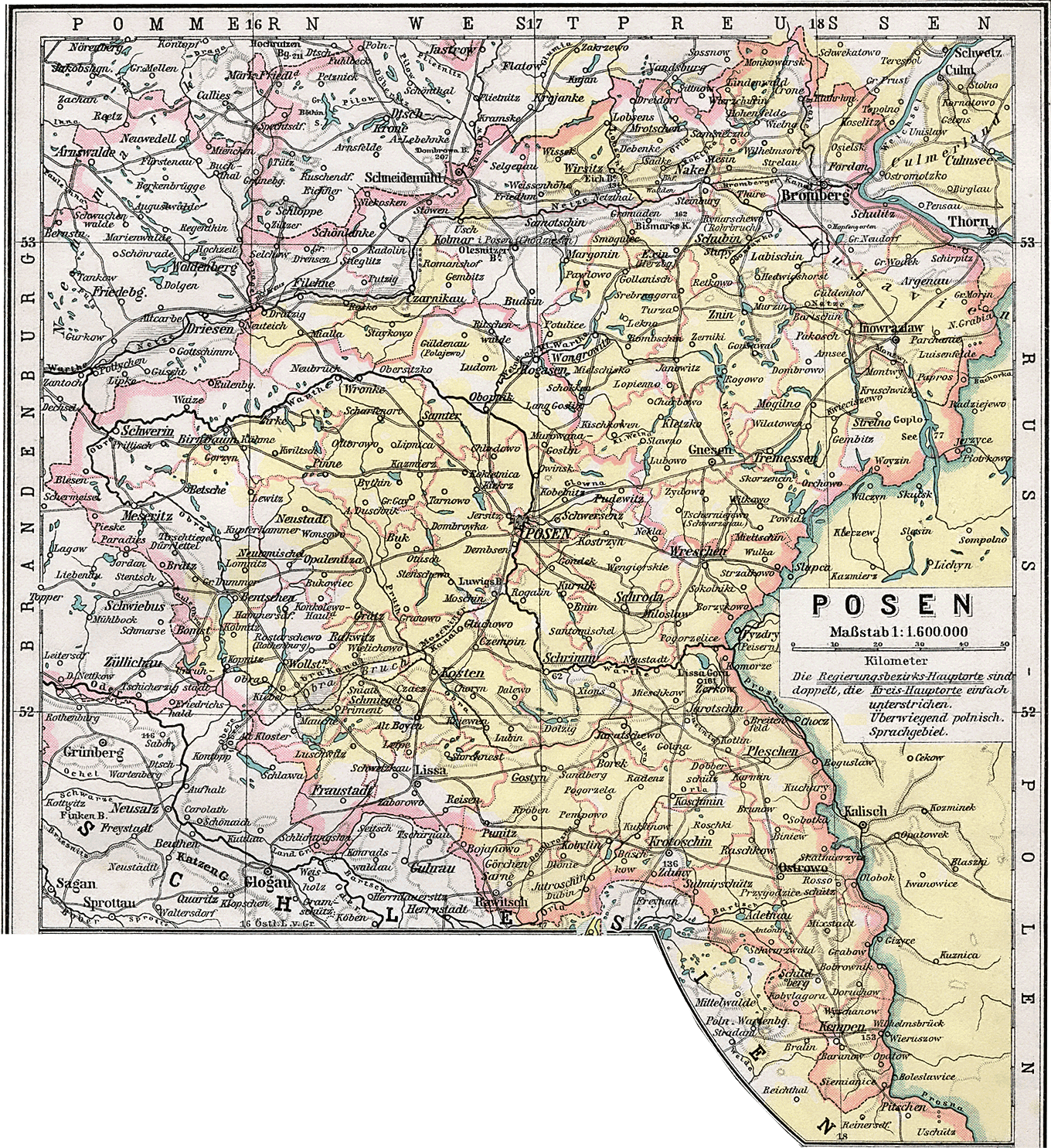
Stradam südöstlich der Stadt Posen und südwestlich der Stadt Kalisch auf einer Landkarte der Provinz Posen von 1905 (gelb markierte Flächen kennzeichnen Gebiete mit seinerzeit mehrheitlich polnischsprachiger Bevölkerung).

Ober Stradam gehörte seit dem 14. Jahrhundert zum Herzogtum Oels in Schlesien,  seit 1489 zur Standesherrschaft Groß Wartenberg, in preußischer Zeit zum Kreis Groß Wartenberg.
Das Dorf war nach Deutschem Recht ausgesetzt worden und wurde erstmals urkundlich zusammen mit Nieder Stradam in der Zehntliste des Bistums Breslau um 1305 als Stradano superiori erwähnt. Der vermutlich früheste nachweisbare Besitzer war ein Walter de Stradano, Urkundenzeuge am 28. April 1310. Am 14. März 1362 wurde ein Peczko Wilczk als Scholz von Oberstradam erwähnt. Vor 1557 gehörte der Ort vollständig der Familie von Gaffron, von woher sich dieser Zweig von Gaffron und Oberstradam nannte. Durch eine spätere Aufteilung entstanden vier Güter bzw. Gemeinden:

| Anteil 1 | blieb bis 1611 im Besitz der Familie von Gaffron, bis 1697 von Prittwitz und Gaffron, bis 1786 von Dresky, bis 1945 von Reinersdorff (bzw. von Reinersdorf-Paczensky und Tenczin). |
| Anteil 2 | (auch Ober-Mittel später nur noch Mittel Stradam genannt) blieb bis 1635 im Besitz der Familie von Gaffron, bis 1668 von Blacha und Lubie, bis 1717 von Frankenberg, bis 1728 von Dyhrn, bis 1738 von Jordan, bis 1744 von Dresky, bis 1759 von Kalisch, bis 1772 von Prittwitz, bis 1783 von Ziegler, bis 1791 von Teichmann, bis 1791 von Pückler, bis 1794 von Larisch, bis 1794 von Görtz, bis 1794 von Wilczek, bis 1801 von Sack. Anschließend gehörte der Anteil den Familien Skupin, Gröger, von Loos, Giersberg, Frank, Wirth, von Carmer, Pförtner von der Hölle, Klöckler von Veldegg und Münchenstein, Milisch, Schubert, Wisliceny u. Eschenbach. |
| Anteil 3 | 1557–1591 Familie von Rohr, bis 1665 von Seidel, bis 1680 von Gartz und Ritza, bis 1699 von Wolff, bis 1720 von Haugwitz, bis 1729 von Palmencron, anschließend mit Anteil 1 vereinigt. |
| Anteil 4 | 1645–1704 Familie von Borwitz, bis 1716 von Frankenberg, bis 1732 von Hundt, anschließend mit Anteil Neu Stradam vereinigt. |

Das letzte Schloss in Ober Stradam wurde 1866 von Otto von Reinersdorf-Paczensky und Tenczin erbaut und 1880 durch Georg von Reinersdorf-Paczensky und Tenczin erweitert. Es verfiel nach 1945, das Dach stürzte ein und das Gebäude war 2011 praktisch Ruine.
Gegen Ende des  Zweiten Weltkriegs wurde das Gebiet des Kreises Groß Wartenberg  im Frühjahr 1945 von der Roten Armee besetzt, Kurz darauf wurde Ober Stradam unter polnische Verwaltung gestellt. In der Folgezeit wurden die deutschen Bewohner des Dorfs von der örtlichen polnischen Verwaltungsbehörde vertrieben und durch Polen ersetzt. Ober Stradam wurde in Stradomia Wierzchnia umbenannt.
Das Dorf wurde zunächst der Woiwodschaft Breslau, Powiat Syców (Groß Wartenberg), seit 1975 der Woiwodschaft Kalisch, Powiat Oleśnicki (Oels) und schließlich seit 1998 der Woiwodschaft Niederschlesien, Powiat Oleśnicki (Oels), zugeordnet.

### Einwohnerzahlen
- 1840: 591, davon elf Katholiken und drei Juden
- 1901: 777
- 1913: 759
- 1933: 860[6]
- 1939: 843[6]
- 1941: 886

## Kirche
In Ober Stradam lässt sich eine frühe Holzkirche bereits 1376 nachweisen. Im Verlauf der Reformation wurde die Gemeinde im 16. Jahrhundert evangelisch und durch den Pfarrer in Schollendorf versorgt. Der Westfälische Friedensvertrag ermöglichte es dem Kaiser in Wien, die Zwangskatholisierung in der Standesherrschaft Groß Wartenberg durchzuführen. Eine kaiserliche Kommission beschlagnahmte 1654 die Kirche und unterstellte sie dem Bistum Breslau. Die Protestanten hielten sich daraufhin zu den evangelisch gebliebenen Kirchen im Fürstentum Oels, weshalb der Ort überwiegend evangelisch blieb. Die nun katholische Kirche fand daher kaum Nutzung und stürzte 1798 zusammen. 1805 entstand eine hölzerne Kapelle, die 1863 durch einen Massivbau ersetzt wurde. In preußischer Zeit waren die Protestanten nach Groß Wartenberg eingepfarrt. 1763 entstand eine evangelische Dorfschule. Georg von Reinersdorf erbaute für die evangelische Gemeinde 1902 eine eigene Kirche (seit Januar 1905 selbständige evangelische Kirchengemeinde). Die Kirche ist seit Ende des Zweiten Weltkrieges polnisch-katholisch (nun dem Heiligen Bartholomäus geweiht) und untersteht dem Bistum Kalisch. Die Kapelle wird für Begräbnisfeiern genutzt.

## Verkehr
Stradomia Wierzchnia hatte einen Bahnhof an der Bahnstrecke Herby–Oleśnica.

## Persönlichkeiten
- Hugo Frenz (1888–unbekannt), deutscher Journalist, Schriftsteller und Politiker